# کندی مک‌مان
کندی پیج مک مان (انگلیسی: Kennedy Paige McMann؛ زادهٔ ۳۰ اکتبر ۱۹۹۶) یک بازیگر اهل ایالات متحده آمریکا است. به خاطر ایفای نقش شخصیت نانسی درو در سریال تلویزیونی با همین نام (۲۰۱۹-۲۰۲۳) شناخته شده است.